# Smaragdina graeca
Smaragdina graeca es una especie de insecto coleóptero de la familia Chrysomelidae.
Fue descrita científicamente en 1872 por Kraatz.